# Bracon subannulicornis
Bracon subannulicornis är en stekelart som beskrevs av Granger 1949. Bracon subannulicornis ingår i släktet Bracon och familjen bracksteklar. Inga underarter finns listade.